# ばら輝石
ばら輝石（ばらきせき、薔薇輝石、rhodonite、ロードナイト）は、鉱物（ケイ酸塩鉱物）の一種。「輝石」とついているが輝石の仲間ではなく、準輝石に属する。名前はギリシャ語でバラを意味するrhodonに因む。
化学組成はCaMn2+3Mn2+(Si5O15)（2019年までは(Mn,Ca)5Si5O15とされていた→下記）。三斜晶系。
菱マンガン鉱とともにマンガン鉱床に産出する。バラ色に近い色合いを持つことから宝飾品として加工されることが一般的で、鉱石としての利用は少ない。ごくまれに透明な色の石も採掘される。
日本では、岩手県の野田玉川鉱山で採掘される。

## ばら輝石グループ
バラ輝石は2019年に構造上のマンガンの数および配置に基づき、「バラ輝石グループ」として3つの種に分割された。
1. 狭義のバラ輝石（Rhodonite、CaMn2+3Mn2+(Si5O15)）
2. ヴィッティンキバラ輝石（Vittinkiite、MnMn3Mn(Si5O15）[3]
3. 鉄バラ輝石（Ferrorhodonite、CaMn3Fe(Si5O15)）[4]

このうち、ヴィッティンキバラ輝石は組成式を単純化するとMnSiO3となり、パイロクスマンガン石と同質異像となる（ヴィッティンキバラ輝石が低圧高温、パイロクスマンガン石が高圧低温で生成する）。